# Szlovák Mezőgazdasági Egyetem
A Szlovák Mezőgazdasági Egyetem (szlovákul: Slovenská poľnohospodárska univerzita v Nitre) nyitrai központú nyilvános egyetem Szlovákiában. Az egyetemet 1952-ben alapították Mezőzgadasági Főiskola (Vysoká škola poľnohospodárska) néven, mai nevét 1996-tól viseli. Az egyetem első rektora Bohumil Dušek volt, jelenleg Klaudia Halászová tölti be ezt a pozíciót.

## Története
Az első mezőgazdasági felsőoktatási intézmény Szlovákia területén 1946-ban alakult a Pozsonyban székelő Szlovák Műszaki Főiskola erdészeti és mezőgazdasági karának egyesítésével. Az így létrejött Mezőgazdasági és Erdészmérnöki Főiskola (Vysoká škola poľnohospodárskeho a lesníckeho inžinierstva) egészen 1952-ig működött Kassán, amikor a szlovákiai főiskolák átrendezése során két főiskolára osztották: a zólyomi Erdészeti és Faipari Főiskolára és a nyitrai Mezőzgadasági Főiskolára.
A főiskola két karral – agronómiai és zootechnikai – nyitotta meg kapuit. A két kar 1959-ben egyesült, valamint ekkor jött létre az Üzleti és Közgazdasági Kar (ma Közgazdasági és Menedzsment Kar). Ezt 1969-ben a Gépesítési Kar (ma Műszaki Kar), 1995-ben pedig a Kertészeti és Tájmérnöki Kar követte. Az iskola 1996-ban nyerte el az egyetem minősítést. Az egyetemen később két további kar nyílt: a Biotechnológiai és Élelmiszeripari Kar 2002-ben, az Európai Tanulmányok és Vidékfejlesztés Kara pedig 2004-ben.

## Az egyetem ma
Az egyetemi kampusz 1961 és 1966 között épült, 2014 óta kilenc épülete nemzeti kulturális emléknek számít. 2010-ben az egyetem Szlovákiában elsőként szerezte meg az Európai Bizottság ECTS Label kitüntetését a mobilitási programokban betöltött szerepéért, a minősítést 2013-ban megvédte. 2015-ben az egyetem egyike volt Szlovákia hét legjobb egyetemének. 2020-ban a SCIMAGO Institutions Rankings listáján a második legjobb egyetemként szerepelt, az UI Green Metric fenntarthatósági listáján pedig a legjobban szerepelt a szlovák egyetemek közül.

## Karok
- Agrobiológia és Élelmiszerforrások Kara (Fakulta agrobiológie a potravinových zdrojov)
- Biotechnológiai és Élelmiszeripari Kar (Fakulta biotechnológie a potravinárstva)
- Közgazdasági és Menedzsment Kar (Fakulta ekonomiky a manažmentu)
- Műszaki Kar (Technická fakulta)
- Kertészeti és Tájmérnöki Kar (Fakulta záhradníctva a krajinného inžinierstva)
- Európai Tanulmányok és Vidékfejlesztés Kara (Fakulta európskych štúdií a regionálneho rozvoja)

## Híres hallgatók
- Peter Baco – politikus, EP-képviselő
- Mila Haugová – költő, műfordító
- Miroslav Jureňa – politikus, vállalkozó
- Gabriela Matečná – agronómus, menedzser, korábbi mezőgazdasági miniszter
- Marek Sobola – tájépítész

## Híres oktatók
- Ivan Hričovský – professzor, kertészetet és gyümölcstermesztést oktatott
- Imrich Točka – író, helytörténész, numizmatikus, kampanológus